# Barbara Niemiec
Barbara Krystyna Niemiec (ur. 13 lipca 1943 w Krakowie, zm. 8 stycznia 2014 tamże) – polska filolog, nauczyciel akademicki, działaczka polityczna i dziennikarka, w latach 1991–1993 członek Trybunału Stanu.

## Życiorys
Po ukończeniu nauki w IX Liceum Ogólnokształcącym im. Józefy Joteyko w Krakowie studiowała filologię polską na Uniwersytecie Jagiellońskim (1961–1966). W latach 1966–1970 była pracownikiem naukowym UJ, zaś od 1970 do 1974 wykonywała pracę nauczycielki w krakowskich szkołach. W 1977 uzyskała stopień doktora. W latach 1977–1979 zatrudniona w Instytucie Kształcenia Nauczycieli, zaś od 1979 w Instytucie Pedagogicznym UJ. W 1980 wstąpiła do NSZZ „Solidarność”, w czasie stanu wojennego była redaktorem prasy podziemnej.
W latach 1991–1993 zasiadała w Trybunale Stanu z rekomendacji „Solidarności”. W wyborach 1991, 1993, 1997 i 2005 bez powodzenia ubiegała się o mandat parlamentarzystki (dwukrotnie z ramienia NSZZ „Solidarność”, następnie z listy Ruchu Odbudowy Polski i Ligi Polskich Rodzin).
Zasiadała w Komisji Profilaktyki i Ochrony Zdrowia Rady Miejskiej w Krakowie (1994–1998). Była członkinią Rady Programowej Polskiego Radia w Krakowie (1995–1999). Od 1995 współpracowała z „Tygodnikiem Solidarność”. Była także adiunktem w Katedrze Pedagogiki Społeczno-Opiekuńczej Wydziału Pedagogicznego Wyższej Szkoły Filozoficzno-Pedagogicznej „Ignatianum” w Krakowie.
Po powstaniu IPN zaangażowała się w działalność grupy „Ujawnić prawdę” dążącej do naświetlenia kwestii współpracy działaczy krakowskiej opozycji ze Służbą Bezpieczeństwa.
W 2006 prezydent Lech Kaczyński odznaczył ją Krzyżem Kawalerskim Orderu Odrodzenia Polski. W 2011 odznaczona została Medalem „Niezłomnym w słowie”.